# Grézillé

Grézillé este o comună în departamentul Maine-et-Loire, Franța. În 2009 avea o populație de 526 de locuitori.